# پاره‌ژرف‌سنگ

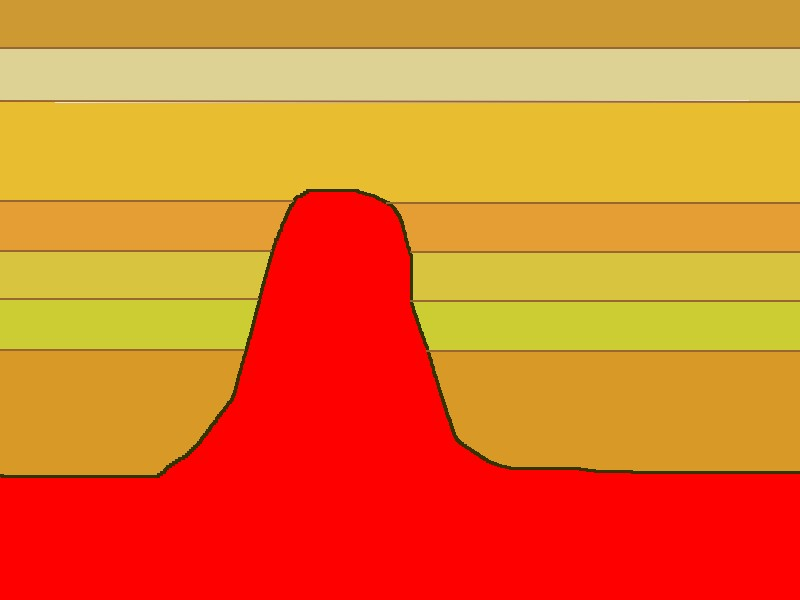
پاره‌ژرف‌سنگ

در زمین‌شناسی، به تودهٔ نفوذی آذرین با رخنمون سطحی کمتر از صد کیلومترمربع که معمولاً ناهمساز با لایه‌بندی است و به‌استثنای اندازه، شبیه به ژرف‌سنگ است پاره‌ژرف‌سنگ یا استوک گفته می‌شود. تفاوت آنها نسبت به ژرف‌سنگ‌ها (باتولیت‌ها) در کوچکتر بودن آنهاست. بیشتر استوک‌ها احتمالاً زوایدی از ژرف‌سنگ‌های پنهان می‌باشند. پاره‌ژرف‌سنگ‌های دایره‌ای یا بیضوی ممکن است دودکش‌های آتشفشان‌های پیشین باشند.